# Вор в законе
«Во́ры в зако́не» («воры́» или «зако́нники») — члены преступного мира, относящиеся к его элите и пользующиеся значительным авторитетом. «Воры в законе» — это специфическое для СССР явление в преступном мире, не имеющее аналогов в мировой криминальной практике, образовавшееся в 1930-х годах и характеризующееся наличием жёсткого кодекса криминальных традиций, а также исключительным уровнем закрытости и конспиративности.

## История
Само воровское сообщество выросло на уголовно-воровских обычаях и традициях, которые уходят корнями во времена Ваньки-Каина и Сахалинской каторги XVIII—XIX веков. Появление воров в законе в СССР относится к началу 1930-х годов, когда в преступной среде уголовно-исполнительных учреждений наряду с другими профессиональными уголовниками (жиганами, урками и блатарями) выделяется новая категория («масть»), которая себя изначально определила как элиту. Именно поэтому в круг воров в законе могли входить только определённые типы профессиональных преступников — «городушники-воры» (магазинные), «квартирные воры», «майданщики», «медвежатники» (взлом сейфов). Около двух третей из них составляли «квартирные». Напротив, те из блатных, кто промышлял мелкими кражами, такие как «голубятники», «чердачники» (кража сохнущего белья) или же «воздушники» (обкрадывание продуктовых ларьков), а также те, кто из-за незначительности совершаемых преступлений не обладал авторитетом, в сообщество воров в законе не допускались.
Основной сплачивающей силой преступного мира в это время стала тенденция неполитического противодействия и неподчинения власти, а его элитой стали «воры в законе», которые называли себя хранителями криминальных традиций дореволюционной России.
Воров в законе связывал так называемый «воровской закон», состоявший из «понятий», в число которых входили, в том числе, следующие:
- полное неприятие внешних общественных норм и правил;
- запрет на какое-либо сотрудничество (в роли свидетеля или потерпевшего) в расследовании преступлений и общение с сотрудниками правоохранительных органов (за исключением собственных следственных мероприятий и судебных заседаний), признание своей вины в совершении преступлений, получение любой помощи от официальных представителей государства;
- неукоснительное следование воровским правилам и непрощение любого их предательства, даже если к отступнику применялось насилие или он находился в беспомощном состоянии;
- запрет на занятие общественно полезным трудом, занятие в исправительном учреждении административно-хозяйственных должностей (бригадир, дневальный, мастер, нарядчик);
- не иметь никаких долговременных связей с женщинами, запрещено иметь семью и поддерживать отношения с родными и близкими;
- честное и уважительное отношение к другим равным членам воровского сообщества;
- поддержание в местах лишения свободы воровского порядка и разрешение всех возникающих между заключёнными споров;
- привлечение в воровскую среду молодого пополнения;
- полная аполитичность, запрет на воинскую службу, ношение полученного от власти оружия и защиту государственных интересов;
- умение хорошо играть в азартные игры и вовремя рассчитаться с выигравшим;
- запрет на совершение убийства, если его причиной не является защита воровских принципов и чести вора, а также на хулиганство и изнасилование.

В 1940-х годах эти традиции, в конце концов, привели почти к полному уничтожению этого преступного сообщества в исторической форме: во время Великой Отечественной войны многие из «воров в законе» ответили согласием на предложение властей вступить в ряды Красной армии, чтобы защитить свою Родину от врага (так называемые «суки»). После победы над Германией и её союзниками они вернулись в лагеря, где между ними и «законниками», не отступившими от традиций преступной среды, началась так называемая «сучья война», в результате которой обе сто́роны понесли значительные потери.
В 1979 году в Кисловодске произошла встреча («сходка») криминальных лидеров («воров в законе») и нелегальных предпринимателей («цеховиков»). Результатом встречи была достигнута договорённость о выплате предпринимателями 10 % их доходов в обмен на безопасность.

## Современность
Социально-политические изменения 1990-х годов в России изменили обстановку и в криминальном мире. Криминолог и автор детективной прозы Даниил Корецкий описывает это так:

Профессиональная преступность, воры, «синие», как их называли из-за обилия татуировок, долгое время являлась основной, если не единственной криминальной общностью в стране. Но социально-экономические изменения 1990-х годов изменили эту ситуацию. В криминал пришли молодые крепкие парни, многие из спортсменов, они стали конкурировать с «синими». У тех «законы», у новой волны — «понятия». В ростовском криминале власть держали воры, они вначале не признавали новую волну, но постепенно острые углы стёрлись, сто́роны стали не конкурировать, а сотрудничать.

Традиционно «вором в законе» может считаться лишь человек, имеющий судимость, достаточный авторитет в преступной среде, в отношении которого выполнена формальная процедура так называемого «коронования», вор в законе ни в коем случае не должен был иметь постоянных связей с женщинами и государственными органами, однако в последнее время стали известны случаи получения этого титула людьми, не отбывавшими наказания, в том числе и за деньги (таких воров называют «апельсинами»).
| 1993 | 1994 | 1995 | 1996 | 1997 | 1998 | 1999 | 2010 | 2019 |
| ---- | ---- | ---- | ---- | ---- | ---- | ---- | ---- | ---- |
| 1200 | 1280 | 1420 | 1480 | 1500 | 1560 | 1106 | 149  | 444  |

В мае 2019 года в экслюзивном интервью информационному агентству Ura.ru главный редактор интернет-издания «Прайм Крайм», занимающегося освещением жизни уголовного мира, Виктория Гефтер сообщила, что, по имеющимся у неё данным, «всего в мире 442 действующих вора, 93 из них — в заключении», в то время как «в России на свободе около 70, в заключении 37».
В отличие от многих других криминальных сообществ, эта организация не имеет чёткого ядра и руководства, постоянно функционирующих отделений; её верхушка действует на основах полного равенства участников, объединённых жёсткими рамками «блатных» традиций; органом управления данного сообщества является «сходка», принимающая организационные решения, в том числе в форме письменных обращений к преступному миру («воровские прогоны», «малявы», «ксивы»). «Воры в законе» стремятся к установлению контроля над осуждёнными, отбывающими наказание в исправительных учреждениях, как обращениями, так и подкупом или угрозами.
В число функций данного сообщества входят сплочение отдельных преступников и их групп, контроль над некоторыми сферами преступной деятельности, разрешение конфликтов в преступной среде, организация и контроль использования общих преступных касс («общаков»), внешние контакты с преступными организациями зарубежных стран.
«Воры в законе» не являются единой группой (среди них идёт постоянная борьба за власть, выделяются отдельные противостоящие друг другу группировки: «законники», «чёрные» и «красные», «славяне» и «кавказцы», «бубновые» и «пиковые»), однако именно они выполняют в России координирующую функцию, обеспечивают стабильность системы организованной преступности.
Особую опасность представляют те «воры в законе», которые контролируют экономическую преступность и оказывают влияние на политические процессы (по данным на 2005 год, в России таких насчитывалось 10—15 человек).
За рубежом «воры в законе» живут в Мадриде, Берлине и Нью-Йорке.

## Определение в законодательстве стран

### Грузия
В соответствии с принятым по инициативе президента Михаила Саакашвили Законом «Об организованной преступности и рэкете» от 20 декабря 2005 года, уголовный кодекс Грузии был дополнен статьёй 223-1 «Членство в воровском сообществе, „вор в законе“», согласно которой членство в воровском сообществе наказывается лишением свободы сроком от 5 до 8 лет со штрафом или без такового, а пребывание лица в положении «вора в законе» — лишением свободы сроком от 7 до 10 лет со штрафом или без такового.
При этом воровской мир определяется как «любое сообщество лиц, действующее по установленным/признанным им правилам и целью которого является путём устрашения, угрозами, круговой порукой, воровской разборкой, вовлечением в противозаконные действия несовершеннолетних, достижение выгоды для своих членов или иных лиц с помощью преступных действий или путём побуждения к таковым других». Членом воровского мира считается «любое лицо, которое признаёт воровской мир и активно действует для достижения целей воровского мира».
Понятие «вор в законе» определяется как «член воровского мира, который по специальным правилам воровского мира, в любой форме управляет им, или/и организовывает воровской мир или определённую группу лиц».

### Россия
Президент России В. В. Путин 1 апреля 2019 года подписал законопроект (ранее предложенный им же) о поправках в Уголовный кодекс России, в который была включена статья 210¹ «Занятие высшего положения в преступной иерархии», которая предусматривает наказание в виде лишения свободы сроком от 8 до 15 лет с возможным штрафом до 5 млн рублей, а за создание или руководство преступным сообществом и за участие в собраниях преступных сообществ будет грозить до 20 лет. Первым привлечённым по данной статье в мае того же года стал задержанный в Томске вор в законе Николай Николаевич Кузьмичёв, известный как «Коля Томский».